# Český Šternberk
Český Šternberk (německy Böhmisch Sternberg) je městys v okrese Benešov ve Středočeském kraji, který se nachází v podhradí stejnojmenného hradu, přibližně 17 kilometrů východně od Benešova. Protéká zde řeka Sázava a žije zde 184 obyvatel.

## Poloha
Městys nalézá se 310 m nad mořem na zákrutu řeky Sázavy. Jižně od městyse je hrad Český Šternberk. Sousedními obcemi jsou Čeřenice na severu, Malovidy na severovýchodě, Zalíbená a Otryby na východě, Čejkovice a Soběšín na jihovýchodě, Radonice na jihu, Šternov a Divišov na jihozápadě a Drahňovice na severozápadě.

## Historie
Obec vznikla v průběhu 13. století jako podhradí Českého Šternberku. První zmínku o obci nalezneme v historických pramenech v roce 1242, jako o městečku v roce 1654. Spolu s hradem se obec rozšiřovala až do své současné podoby, roku 1901 byl slavnostně zahájen provoz na železniční trati a Český Šternberk se tak stal díky své historické hodnotě i dobré dostupnosti oblíbeným cílem mnoha turistů.
V 20. letech 20. století byl na levém břehu Sázavy (severní část obce) přestavěn vodní mlýn, o jehož původní podobě pocházejí zprávy již z konce 16. století. Stavba mlýna vydržela až do současné doby, avšak silně chátrá. K mlýnu byl v 70. letech 20. století vystaven i jez, který také ve své podobě stojí až dodnes. V současnosti se ve vesnici staví převážně rodinné domy na kopcovitých pozemcích na pravém břehu Sázavy.
Ve 30. letech 20. století byla v části Čejkovice postaven rozsáhlý penzion pro výletníky, který za protektorátu sloužil jako rekreační objekt pro konfidenty gestapa, pro které byla zbudována i speciálně zbudovaná zastávka vlaku naproti Čejkovickému trojáku (památný strom) a po válce se budova proměnila v zotavovnu ROH Červánek. Od roku 1985 byla z důvodu zanedbané údržby mimo provoz a chátrala až do roku 2015, kdy byla kompletně zbourána.
Od 10. října 2006 byl obci vrácen status městyse.

### Územněsprávní začlenění
Dějiny územněsprávního začleňování zahrnují období od roku 1850 do současnosti. V chronologickém přehledu je uvedena územně administrativní příslušnost obce v roce, kdy ke změně došlo:
- 1850 země česká, kraj České Budějovice, politický okres Benešov, soudní okres Vlašim[6]
- 1855 země česká, kraj Tábor, soudní okres Vlašim
- 1868 země česká, politický okres Benešov, soudní okres Vlašim
- 1937 země česká, politický i soudní okres Vlašim[7]
- 1939 země česká, Oberlandrat Německý Brod, politický i soudní okres Vlašim[8]
- 1942 země česká, Oberlandrat Praha, politický okres Benešov, soudní okres Vlašim[9]
- 1945 země česká, správní i soudní okres Vlašim[10]
- 1949 Pražský kraj, okres Vlašim[11]
- 1960 Středočeský kraj, okres Benešov
- 2003 Středočeský kraj, okres Benešov, obec s rozšířenou působností Benešov

### Rok 1932
V městysi Český Šternberk (438 obyvatel, poštovní úřad, telefonní úřad, telegrafní úřad, četnická stanice) byly v roce 1932 evidovány tyto živnosti a obchody: cukrář, holič, 3 hostince, kovář, 2 krejčí, zotavovna jednotného Svazu soukromých zaměstnanců, pekař, 2 pily, 2 povoznictví, rolník, řezník, 4 obchody se smíšeným zbožím, švadlena, trafika, truhlář, velkostatek Šternberk, zámečník.

## Doprava

### Železnice
Městysem vede po pravé straně řeky Sázavy železniční trať 212 (Čerčany - Světlá nad Sázavou). Je to jednokolejná regionální trať, doprava byla v úseku Čerčany - Kácov zahájena roku 1901. Na území městyse leží železniční stanice Český Šternberk a blízko mostu přes řeku železniční zastávka Český Šternberk zastávka. V minulosti se v oblasti dnešní chatové osady Pod čejkovickou strání nalézala železniční zastávka Čejkovice dvůr, jež byla po roce 1945 zrušena.

### Pozemní komunikace
Městysem prochází silnice II/111 Bystřice - Divišov - Český Šternberk - Podveky - Nechyba. Západním směrem se asi 5 km od městyse nachází nájezd na dálnici D1, exit 41 Šternov, východním směrem se jede směrem do Uhlířských Janovic a Kutné Hory.

### Veřejná doprava 2012
- Autobusová doprava – V městysi měly zastávky autobusové linky Vlašim-Český Šternberk (v pracovních dnech 4 spoje, o víkendu 2 spoje), Vlašim-Ostředek (v pracovních dnech 1 spoj) a Český Šternberk-Benešov-Praha (v pracovních dnech 3 spoje, o víkendu 1 spoj) (dopravce ČSAD Benešov, a. s.).

- Železniční doprava – Českým Šternberkem jezdilo denně 10 osobních vlaků.

## Pamětihodnosti
- přírodní památka Na Stříbrné v k. ú. obce

## Turistika
- Cyklistika – Městysem vedou cyklotrasy č. 19 Havlíčkův Brod - Zruč nad Sázavou - Český Šternberk - Týnec nad Sázavou - Davle, č. 101 Český Šternberk - Vlašim - Kondrac - Louňovice pod Blaníkem, č. 0072 Postupice - Divišov - Český Šternberk a č. 0073 Benešov - Skalice - Okrouhlice - Ostředek - Český Šternberk.

- Pěší turistika – Městysem procházejí turistické trasy  Čerčany - Sázava - Český Šternberk - Kácov - Zruč nad Sázavou a  Český Šternberk - Čeřenice - Sázava - Jevany.